# Sentido del reloj
Cuando nos referimos a giros, el sentido del reloj, también denominado sentido horario o sentido de las manecillas, es el de un objeto que gira en el mismo sentido que las manecillas de un reloj, es decir, hacia la derecha considerando la parte superior del objeto en cuestión (o hacia la izquierda viendo la parte inferior), tal como indica la figura. El giro en sentido contrario se denomina contrarreloj, antihorario o contra reloj.
El sentido habitual de giro se conoce como dextrógiro, mientras que el contrario se denomina levógiro.
En notación cartesiana, el giro en sentido horario se corresponde con el sentido negativo y el giro en sentido antihorario con el positivo.